# Heavy Metal: F.A.K.K.²
Heavy Metal: F.A.K.K.² — компьютерная игра в жанре шутер от третьего лица, разработанный компанией Ritual Entertainment в 2000 году. Данная игра является продолжением мультипликационного фильма «Тяжёлый металл 2000». Игра основана на модифицированном движке игры Quake III Arena и сочетает в себе боевые действия с решением загадок.

## Предыстория
В 2000 году на телеэкраны вышел мультипликационный фильм Тяжёлый металл 2000. Фильм изобиловал жестокими сценами, обнажённой натурой, нецензурной лексикой и музыкальным сопровождением в стиле Тяжелый металл.
Ritual Entertainment — компания разработчик игр, решила создать компьютерную игру по мотивам успешного мультфильма. Так появилась игра Heavy Metal F.A.K.K.2, где аббревиатура F.A.K.K. расшифровывается как «Federation Assigned Ketogenic Killzone». Так называются области космоса, представляющие серьёзную опасность для жизнедеятельности человека, а цифра характеризует степень этой опасности.
Жанр игры — приключенческий экшн от третьего лица. 

Графическое оформление — красочное. Звуковое оформление — реалистичное и детальное, от шума природы до звуков, издаваемых монстрами или оружием. Иногда звуковые эффекты являются своего рода подсказками игроку. Так, перед атакой монстры издают громкий рык, что позволяет игроку подготовиться или развернуться при необходимости. 

Иллюстратором обложки игры выступил Луис Ройо, известный художник в стиле фэнтези журнала Heavy Metal Magazine.

## Сюжет
События в игре разворачиваются через тридцать лет, после описанных в мультфильме «Тяжёлый металл 2000». Переселившись на планету Эдем, ценность которой заключалась в наличии на ней воды, обладающей магическим свойством и защищенной силовым полем, человечество оградилось от непрошеных гостей аббревиатурой FAKK2. Но, несмотря на грозное предупреждение, планетой заинтересовалась могущественная корпорация GITH, стремящаяся поработить Вселенную. Энергетический щит планеты подвергся бомбардировке, а жители планеты оказались в опасности.
Главная героиня игры Джулия теперь противостоит силам GITH, а также пытается разгадать тайны глубин планеты.

## Игровой процесс
Учитывая, что игра основана на движке Quake III Arena, разработанном компанией ID Software, игровой процесс быстрый и плавный.
Игра сочетает в себе элементы не только экшена, но и квеста, поэтому весь игровой процесс состоит из чередования боев и решения различных головоломок.
В основном, игра ориентирована на ближний бой, поэтому игроку предложен богатый выбор холодного оружия: четыре вида мечей, щиты. Кроме этого в достатке имеется метательное оружие, стрелковое оружие, а также тяжелое вооружение и взрывчатка. В процессе игры можно использовать одновременно обе руки, что позволяет комбинировать различные виды вооружения и защиты. Особенно эффектно смотрится комбинация меч плюс щит, что позволяет Джулии выделывать пируэты, выпады и блоки, а также использовать комбо-приёмы.

## Персонажи

### Джулия
Прообразом главной героини как мультфильма, так и игры, темноволосой красавицы Джулии, стала американская актриса Джули Стрэйн.
По сравнению с мультфильмом, внешность главной героини слегка изменилась. Вместо роскошной гривы волос — строгая прическа. Вместо пышных форм — спортивная фигура.
Анимация героини проработана довольно тщательно, движения реалистичны и грациозны: Джулия может бегать, приседать, взбираться на стены, лазать по веревкам, и т. д.

### Мирные персонажи
В игре представлено большое разнообразие мирных персонажей. Есть среди них как модели с бедной прорисовкой и подвижностью, так и довольно оригинальные модели, живописно вписывающиеся в окружающий пейзаж.
К мирным и хорошо прорисованным персонажам можно отнести Отто — продавца оружием и объяснившим Джулии что происходит, Аабадия — большого монстра, перетащившего Джулию на болота, и Старого Груфа (англ. Gruff- злой) который показал Джулии дорогу к испытаниям.

### Монстры
В игре представлены несколько типов различных противников. Среди них и гигантские москиты, и самые разные монстры, и финальные боссы. Разнообразие монстров не так велико, но они довольно гармонично вписываются в архитектуру уровней. Довольно интересно их поведение. Они пытаются добиться победы не только грубой силой, но и различными тактическими уловками. Пытаются атаковать сзади, окружить и т. д.
Основное о каждом монстре:
- Москиты — жуки размером с птицу. Атакуют жалом, основные враги первых 3-5 уровней. Далее появляются редко.
- Мать москитов — огромный жук размером с быка, неповоротлива, но если она вас заметит — вонзит свои лапы, чем-то напоминающие корни, и проткнет вас насмерть. Самая большая является боссом первого уровня. Далее идут средние, атакующие либо армадой жуков, либо, если подойти вплотную, языком.
- Шипастый — монстр напоминающий гориллу без кожи, с идущими по всему позвоночнику синими шипами. Появляются на втором уровне и изредка мелькают далее. Атакуют лапами, электронными зарядами и отрыжкой.
- Грибы — появляются немного позже начальных уровней. Атакуют ядовитыми стрелами. Позже на уровнях на болоте появляются грибы умеющие ходить.
- Головастики — ходячие головы с острыми ушами и маской в виде смайлика. Маски с них можно сбить и увидеть, что за ними скрываются обезображенные лица. Атакуют этими самыми ушами. Появляются ближе к середине игры.
- Стервятники — птицы с огромным клювом, летающие над землей. Атакуют противника летя на него. Позже появляются горящие стервятники, которые при попадании на противника взрываются, нанося немалый урон. Простые появляются к середине игры, горящие ближе к концу.
- Привидения — простые привидения. Атакуют проходя сквозь противника. После атаки прячутся, убить их можно только когда они приближаются. Появляются ближе к концу игры.
- Лягушки — огромные, в человеческий рост лягушки с руками, на которых вместо пальцев — маленькая пасть. Атакует токсичной отрыжкой и лапами, иногда делает сальто и наносит игроку урон.
- Ловец душ — монстр странного вида с ногами-иглами, замотанный в бинты и броню, худощавый. Имеет вместо рук топор и одноимённый Ловец душ (высасывает из игрока (или противника) воду). Один раз появляется как босс, второй раз отдаёт Ловец душ. Далее появляется ближе к концу игры.
- Киборги — ещё более странные персонажи. Снизу — похожие на лягушачьи ноги, далее — голый позвоночник, затем — плечи и огнемёт с плазменным оружием вместо рук, и голова с выглядывающей изо рта очередной пушкой. Ходят медленно, но это компенсирует оружие, способное убить за 3-4 выстрела. Один раз появляются в начале и уже ближе к концу становятся основными врагами.

Боссы:
- Мать всех насекомых (Появляется один раз в начале, затем ещё пару раз ближе к концу)
- Скайнерпад(англ. Scynerpad) — существо, окруженное щупальцами и чем-то вроде щита на животе. Босс болота.
- Ловец душ
- Лорд Тайлер — персонаж, взятый из мультфильма. Из обычного человека стал великаном с черепом с бараньими рогами. Главный босс игры.

## Вооружение и вспомогательные предметы
В арсенале Джулии насчитывается более двадцати единиц оружия. По своим характеристикам его можно разделить на шесть классов.
- Холодное оружие. Мечи для ближнего боя. Всего шесть видов холодного оружия:
  - Простой меч — не имеет особенностей.
  - Огненный меч — меч, горящий огнём. При атаке противник загорается огнём, получая урон.
  - Электрический меч — голубой меч, вокруг которого кружатся молнии. При атаке противника поражает молния, которая либо наносит урон, либо разносит части противника в разные стороны.
  - Топор — огромный топор. Берется в две руки.
  - Бензопила — простая бензопила. Берется в две руки. Два вида атаки: Джулия просто машет пилой или просто «пилит» противника.
  - Световой меч Тайлера — огромный белый светящийся меч. Берется в две руки. его можно найти только на последнем уровне — битве с Тайлером.
- Метательное оружие и щиты. Пращи служат для метания снарядов различных типов: простой камень, осколок метеорита или газовый кокон. Щиты защищают от прямых попаданий. Всего два вида щита и три вида снарядов для пращи.
- Стрелковое вооружение. Стандартный набор огнестрельного оружия, в том числе пистолет и УЗИ.
- Взрывчатые вещества. Представлены обыкновенной взрывчаткой и гранатометом.
- Тяжелое вооружение. Обладает большой разрушительной силой.
- Магические напитки. Три вида напитков, которые дают различные свойства.

| Сводный рейтинг       | Сводный рейтинг |
| Агрегатор             | Оценка          |
| --------------------- | --------------- |
| GameRankings          | 79,62 %         |
| Иноязычные издания    |                 |
| Издание               | Оценка          |
| GameSpot              | 6,7/10          |
| PC Zone               | 66/100          |
| Русскоязычные издания |                 |
| Издание               | Оценка          |
| Absolute Games        | 70 %            |